# Волкова, Анна Фёдоровна
Анна Фёдоровна Волкова (?—1876) — русский химик. Первая в мире женщина, получившая диплом химика (1870), первая в мире женщина, опубликовавшая научную работу по химии, первая женщина — член Русского Химического общества.

## Биография
С 1869 года работала в лаборатории А. Н. Энгельдарта в Петербургском лесном институте, с 1870 года — в лаборатории П. А. Кочубея. Под руководством Д. И. Менделеева вела практические занятия со слушательницами Петербургских публичных курсов.
В 1870 году Волковой была опубликована статья, где она впервые описала получение в чистом виде орто-толуолсульфокислоты, её хлорангидрида и амида (в дальнейшем хлорангидрид и амид стали использоваться как основа для производства сахарина). Сплавлением сульфокислот толуола с щелочами А. Ф. Волкова получила соответствующие крезолы, тем самым, поспособствовала раскрытию строения сульфокислот. Из пара-крезола ею впервые был получен пара-трикрезолфосфат, который впоследствии стали широко использовать как компонент-пластификатор для пластмасс. За три года (1870—1873) в журнале Русского Химического общества Волковой было опубликовано порядка двух десятков статей об исследованных ею амидах ароматических сульфокислот и некоторых их производных.

### Научные достижения
- Получение в чистом виде ортотолуолсульфокислоты, а также её хлорангидрида и амида (1870);
- Получение паратрикрезолфосфата из паракрезола;
- Установление строения сульфокислот толуола (сплавлением их со щелочами);
- Открытие того факта, что при замещении в амидах сульфокислот водородного атома остатка аммиака кислотным остатком (напр., остатком бензойной кислоты) получаются производные амидов, показывающие все реакции кислот, а также получение отвечающих этим кислотам хлорангидридов и амидов[3][4].

## Память
В её честь назван кратер Волкова на Венере.